# John Fitch
John Cooper Fitch (Indianapolis, 4 agosto 1917 – Lime Rock, 31 ottobre 2012) è stato un pilota automobilistico e ingegnere statunitense.
Pilota di successo nella categoria sport ed endurance, ha preso parte a 2 Gran Premi in Formula 1, i Gran Premi d'Italia del 1953 e del 1955.
Dopo la morte del compagno di squadra Levegh nella tragedia di Le Mans passò a progettare e creare sistemi per la sicurezza sulle automobili e sui circuiti.

## Risultati in Formula 1
| 1953 | Scuderia  | Vettura |  |  |  |  |  |  |  |  |     | Punti | Pos. |
| ---- | --------- | ------- |  |  |  |  |  |  |  |  | --- | ----- | ---- |
| 1953 | HW Motors | HWM     |  |  |  |  |  |  |  |  | Rit | 0     |      |

| 1955 | Scuderia      | Vettura       |  |  |  |  |  |  |   |  |  | Punti | Pos. |
| ---- | ------------- | ------------- |  |  |  |  |  |  | - |  |  | ----- | ---- |
| 1955 | Stirling Moss | Maserati 250F |  |  |  |  |  |  | 9 |  |  | 0     |      |

| Legenda | 1º posto     | 2º posto | 3º posto    | A punti         | Senza punti/Non class.  | Grassetto – Pole position Corsivo – Giro più veloce |
| Legenda | Squalificato | Ritirato | Non partito | Non qualificato | Solo prove/Terzo pilota | Grassetto – Pole position Corsivo – Giro più veloce |